# Stephens City
Stephens City est une ville située au sud du comté de Frederick, dans l'État de Virginie, aux États-Unis. Sa population était de 1 146 habitants selon le recensement de la population américaine de 2000, et estimée à 1 503 habitants en 2009.
Fondée par Peter Stephens dans les années 1730, à l'époque de l'arrivée des premiers protestants allemands en provenance de Heidelberg, la ville est baptisée en l'honneur de Lewis Stephens en septembre 1758. Stephens City est la deuxième ville la plus ancienne de la vallée de Shenandoah après la ville de Winchester, qui se trouve à 8 kilomètres au nord.